# Conopomorpha habrodes
Conopomorpha habrodes är en fjärilsart som beskrevs av Edward Meyrick 1907. Conopomorpha habrodes ingår i släktet Conopomorpha och familjen styltmalar. Inga underarter finns listade i Catalogue of Life.